# Don't Come Easy (Tyketto)
Don't Come Easy è il primo album in studio del gruppo musicale statunitense Tyketto, pubblicato nel 1991 dalla Geffen Records.

## Tracce
1. Forever Young – 5:08
2. Wings – 4:29
3. Burning Down Inside – 4:36
4. Seasons – 4:56
5. Standing Alone – 5:12
6. Lay Your Body Down – 4:46
7. Walk on Fire – 5:15
8. Nothing but Love – 3:43
9. Strip Me Down – 4:06
10. Sail Away – 4:28

## Formazione
- Danny Vaughn – voce
- Brooke St. James – chitarra
- Jimi Kennedy – basso
- Michael Clayton Arbeeny – batteria

Altri musicisti
- Richie Zito – tastiere, chitarra, voce
- Arthur Barrows – tastiere
- Alan Pasqua – tastiere